# Bettona
Bettona je italská obec v provincii Perugia v oblasti Umbrie.
V roce 2012 zde žilo 4 307 obyvatel.

## Sousední obce
Assisi, Bastia Umbra, Cannara, Collazzone, Deruta, Gualdo Cattaneo, Torgiano

## Vývoj počtu obyvatel
Zdroj: 